# Iso Vuohisaari (ö i Norra Savolax, Nordöstra Savolax, lat 62,82, long 28,70)
Iso Vuohisaari är en ö i Finland. Den ligger i sjön Rikkavesi och i kommunen Tuusniemi i den ekonomiska regionen  Nordöstra Savolax ekonomiska region  och landskapet Norra Savolax, i den centrala delen av landet, 400 km nordost om huvudstaden Helsingfors. Öns area är 4,4 hektar och dess största längd är 460 meter i nord-sydlig riktning.